# Anomala amphicoma
Anomala amphicoma är en skalbaggsart som beskrevs av Bates 1888. Anomala amphicoma ingår i släktet Anomala och familjen Rutelidae. Inga underarter finns listade i Catalogue of Life.